# Palacio Real de Venecia
El Palacio Real de Venecia (en italiano: Palazzo Reale di Venezia) es un conjunto de edificios situados en la céntrica Plaza de San Marcos de Venecia que sirvieron como residencia a los virreyes napoleónicos, los reyes de Lombardía-Véneto, los virreyes austriacos y, finalmente, los monarcas de la Italia unificada. El uso y las sucesivas modificaciones del Palacio Real empezó en 1807 y terminó en 1919, cuando el rey Víctor Manuel III cedió el edificio al Estado italiano. Actualmente el complejo se encuentra dividido entre la Biblioteca Nacional de Venecia, el Museo Arqueológico y el Museo Correr.

## Historia

### Antecedentes (siglos XVI-XVIII)
El Palacio Real de Venecia tiene como continente las Procuratie Nuove (Procuradurías Nuevas) que delimitan el lado sur de la Plaza de San Marco y la Biblioteca Marciana en la piazetta frente al Palacio Ducal.
De 1537 a 1588 Jacopo Sansovino y Vicenzo Scamozzi edificaron el Palazzo della Libreria, destinado a alojar la biblioteca dada a la ciudad por el Cardenal Bessarion pero también los ridotti (oficinas) de los nueve procuradores de San Marcos, un prestigioso cargo vitalicio encargado de la administración de los sestieri de la ciudad.
No obstante, las instituciones venecianas exigían que los procuradores vivieran en la plaza. Sin embargo, estos carecían de una vivienda adecuada. Las Procuratie Vecchie (Procuradurías Viejas) edificadas entre 1514 y 1538 en el lado norte de la plaza no se usaban como alojamiento, sino que se alquilaban a un buen precio para sufragar la administración de la ciudad. Para paliar tal problema un antiguo hospicio de peregrinos en el lado sur de la plaza se había reconvertido en viviendas para los procuradores, seis en total que eran ocupadas en función de la veteranía en el cargo. No obstante, con frecuencia los procuradores declinaban residir en estos espacios citando su mal estado, humedades y poca luz, prefiriendo vivir en sus palacios citadinos y alquilar las procuradurías a terceros.
Tras varias discusiones y debates, en 1583 se decidió construir un nuevo edificio para los procuradores. Scamozzi fue el encargado de la edificación siguiendo la articulación de la fachada de la vecina biblioteca pero añadiendo un piso más. Tras su despido en 1597, Francesco di Bernardin Smeraldi y Mario della Carità continuaron las obras, en 1640 Baltasar Longhena fue nombrado arquitecto y terminó el proyecto hacia 1660. En origen Scamozzi había proyectado tres bloques de 11 arcadas con dos apartamentos, uno en cada planta, más la baja destinada a tiendas. No obstante Smeraldi invirtió el proyecto, haciendo bloques más estrechos de 5 arcadas pero con apartamentos que ocupaban todas las plantas superiores. En total se construyeron ocho apartamentos.

### El palacio de Napoléon (1807-1814)

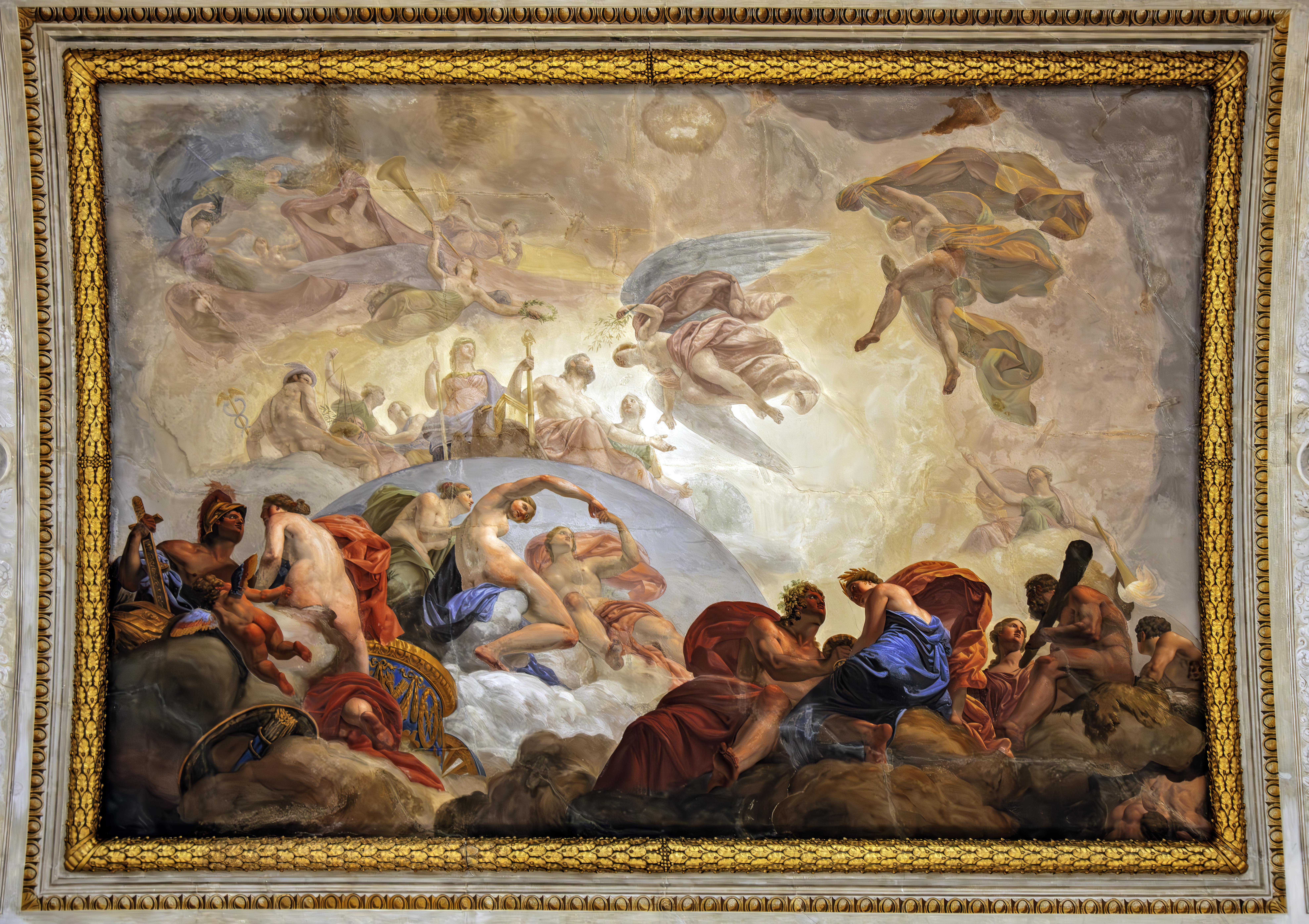
Techo del Salón de Baile del Palacio Real (Museo Correr) Venecia

Tras la caída de la República de Venecia en 1797 sus instituciones fueron abolidas, pero no así el cargo de procuradores, que aún siguen existiendo. No obstante la Procuradurías Nuevas se destinaron a albergar la sede de la Prefectura del Adriático y tras la creación del reino de Italia en 1805 a alojar al virrey Eugène de Beauharnais y su familia durante sus visitas a la ciudad.
En enero de 1807, un decreto decidía transformar las procuradorías en nuevo Palacio Real, dada la imposibilidad de adaptar el viejo Palacio Ducal. No obstante, cuando ese mismo año Napoléon visitó la ciudad, tuvo que alojarse precisamente en Palacio Ducal, al no haber finalizado las obras.
Progresivamente se perfiló la idea del palacio real, que debía tener dos grandes polos: al este, en la antigua Biblioteca Marciana, las salas de recepción del virrey y sus aposentos en los antiguos ridotti (oficinas) de los procuradores; al oeste lo nuevos aposentos imperiales con una gran sala de recepción y una escalera monumental a construir ex novo. Para construir estos dos últimos elementos, el arquitecto Giovanni Antonio Antolini, proyectó derribar la Iglesia de San Geminiano y edificar un pórtico de entrada con la escalera. Las obras empezaron en 1807, pero, sin embargo, en 1810, ante la lentitud de los trabajos, Antolini fue sustituido por Giuseppe Maria Soli, que presentó un proyecto radicalmente diferente. Soli propuso derribar también las partes en ángulo de las Procuradorías, dejando espacio suficiente para edificar una ala entera. Pese a la envergadura del proyecto, su arquitectura era mucho más conservadora, pues seguía el diseño de las Procuradurías Nuevas, aunque se añadió un ático con un friso representando a Napoleón en el trono y catorce estatuas de emperadores romanos.
Las obras de la llamada "Ala Napoléonica" se terminaron a finales de 1813, pocos meses antes que Napoléon abdicara.
Por su parte, la decoración interna de los espacios siguiendo la exuberancia del estilo Imperio próxima a Percier y Fontaine, corrió a cargo de Giuseppe Borsato, secundado por Giovanni Carlo Bevilacqua y Giambattista Canal. Dichos trabajos se extendieron de 1810 a 1811, y se centraron no solo en las estancias de recepción cara a la plaza, sino también en las estancias privadas a cara a la laguna y a los jardines. También se decoraron en esa época (1807-1808) los antiguos ridotti en la Biblioteca Marciana, reconvertidos en aposentos para Eugène de Beauharnais.

### El palacio del emperador de Austria (1814-1866)

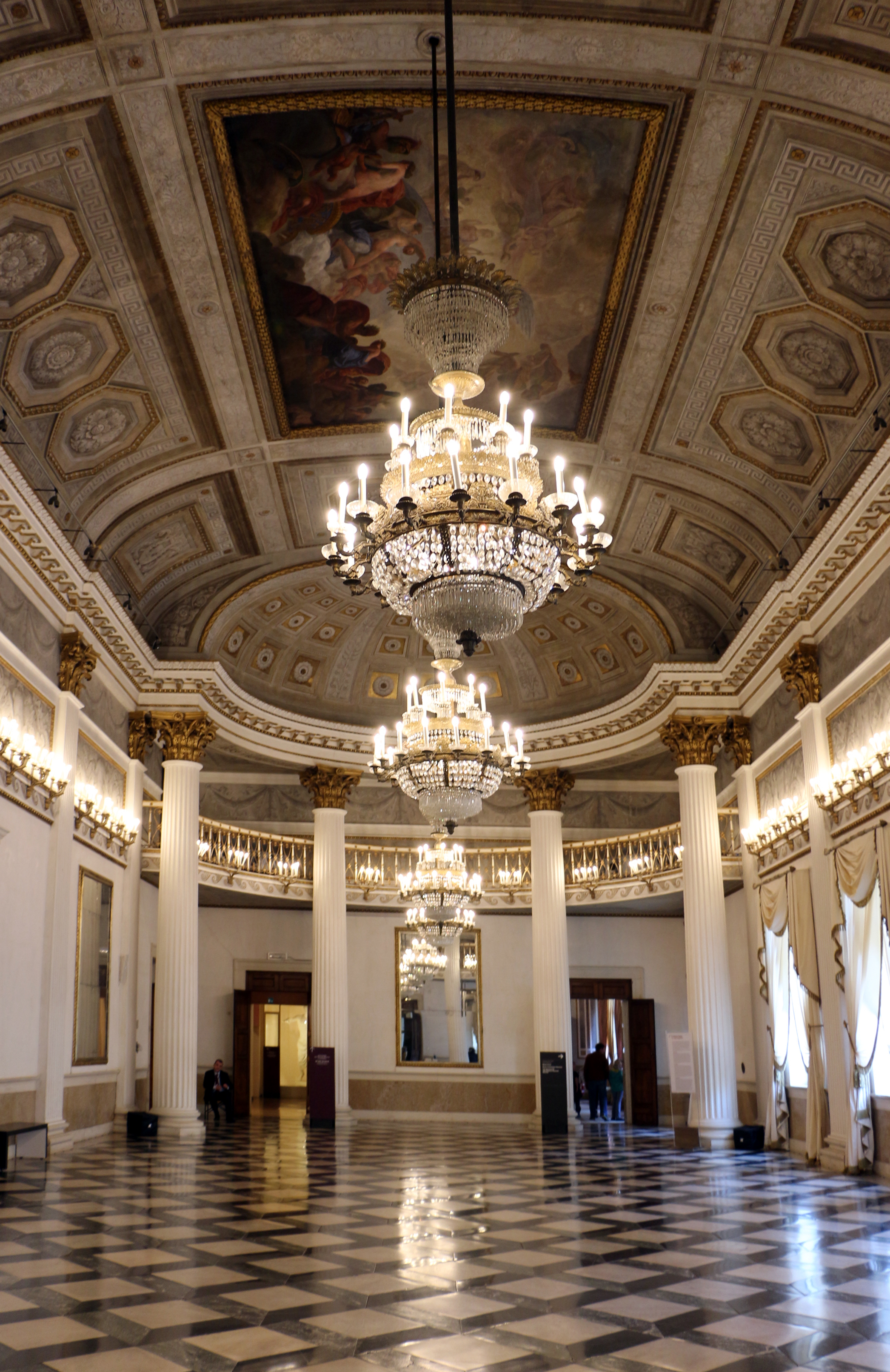
El nuevo salón de baile creado entre 1834 y 1838.

Con la caída de Napoleón, el Palacio Real se reconvirtió en la residencia en la ciudad del rey lombardo-véneto, es decir, el emperador de Austria; Francisco I lo pudo visitar ya en 1815. Los trabajos de decoración prosiguieron bajo el gobierno austriaco en 1814-1817 y 1824-25 y durante décadas fue la mayor empresa neoclásica de Venecia.
De 1834 a 1838, tuvo lugar la última gran campaña de decoración del palacio en previsión de la visita del nuevo soberano Fernando I tras su coronación en Milán. De gran envergadura fueron las transformaciones en el interior del "Ala Napoleónica" con la decoración de la escalera, la antesala y la creación del gran salón de baile. El palacio fue inaugurado con la visita de Fernando I en octubre de 1838.
Dos décadas después, otro soberano se alojaría en el Palacio Real, el emperador Francisco José I y su esposa Isabel "Sisi". En medio de una cierta animadversión por parte de los venecianos después de la represión de las revueltas de 1848, la pareja imperial estuvo en la ciudad del 25 de noviembre de 1856 al 3 de enero de 1857. La emperatriz vino otra vez entre 1861 y 1862, quedándose siete meses en la ciudad, en una semi-reclusión a causa de sus problemas de salud. Visitaría Venecia por última vez en 1895, esta vez de incógnito.

### El palacio del rey de Italia (1866-1919)
En 1866, tras la Tercera Guerra de Independencia, Venecia se incorporó al reino de Italia. El 7 de noviembre el nuevo rey Vittorio Emanuele II entró triunfalmente en la ciudad, el Palacio Real fue usado desde entonces como residencia real de la Casa de Saboya. Vittorio Emanuele II volvería en 1875, para entrevistarse con el emperador Francisco José en la que antaño fue su ciudad. El rey Umberto I visitó con frecuencia la ciudad, vino en 1878, 1879 y 1891 durante la botadura del acorazado Sicilia, su esposa lo hizo en solitario en 1882 para la botadura del crucero Amerigo Vespucci. También Vittorio Emanuele III estuvo en la ciudad al menos en 1903, 1907, 1908 y 1912, entrevistándose las dos últimas veces con el káiser Guillermo II.
En 1919, tras la Primera Guerra Mundial, la Corona cedió el palacio al Estado, que decidió dedicar parte de sus espacios a actividades museísticas.

### El palacio olvidado (1919-2012)
Tras la cesión del Palacio Real de Venecia al Estado italiano, el edificio se destinó a:
- Museo Correr (1922), salas cara a la Plaza de San Marcos.[24]
- Museo Arqueológico de Venecia (1926), salas cara al Campanile.[25]
- Biblioteca Nacional Marciana (1929), en el antiguo Palazzo della Libreria cara a la piazetta.[26]
- Museo del Risorgimento (1936), en el segundo piso.

Desgraciadamente, una parte de los interiores históricos del palacio desaparecieron en los años 20, cuando, debido a la instalación de los museos en las salas de dan a la Plaza de San Marcos, se decidió eliminar la decoración decimonónica y sacar a la luz las bigas originales de los techos y la desnudez de las paredes. El senador Pompeo Gherardo Molmenti, gran impulsor de las obras, las describió en los siguientes términos:

Para Venecia, mi idea ya se había formado: restaurar la Biblioteca Marciana a su antigua ubicación, rediseñar las Procuradurías sin la fealdad artística que los gobernantes extranjeros habían dejado y colocar el Museo de la Ciudad allí […] Restituir, lo mejor que pudiera, su apariencia antigua, liberándolas de decoraciones modernas, modelos de mal gusto; en el Palacio Real, solo dos habitaciones de estilo imperio permanecieron intactas.

Ulteriores destrucciones tuvieron lugar en los años 50, con la eliminación de las llamadas "Sala del Consejo General" y "Gran Comedor", ambas cara al Campanile. Afortunadamente, las estancias privadas cara a la laguna quedaron convertidas en oficinas, cosa que si bien las deterioró, también evitó su transformación en espacios neutros museísticos.

### El palacio recuperado (2012-)
En el año 2000, el Estado italiano cedió al ayuntamiento las antiguas estancias privadas del palacio cara a la laguna que, desde la década de los 20, se habían usado como oficinas. Se inició entonces una restauración patrocinada por el Comité français pour la sauvegarde de Venise. Las nueve estancias restauradas por diversos patrocinadores se abrieron al público en julio de 2012 bajo el nombre de "Estancias de la emperatriz Isabel". En 2017 también se terminó la restauración de tres ridotti de la Biblioteca Marciana, en origen eran las estancias destinadas al virrey Eugène de Beauharnais y fueron redecoradas en estilo neoclásico entre 1807 y 1811.
En 2021 está previsto que termine la segunda fase de la restauración de las salas privadas cara a la laguna, con la apertura de catorce nuevas estancias (que se sumaran a las nueve "de Sisi").

## Citas
1. ↑  «PROCURATORI DI SAN MARCO in "Enciclopedia Italiana"». www.treccani.it (en it-IT). Archivado desde el original el 3 de marzo de 2017. Consultado el 30 de marzo de 2020.
2. ↑  Howard, 1980, p. 129.
3. ↑  Morresi, 1999, pp. 17-18.
4. 1 2 3  Bastianello, Elisa. «Il Palazzo Reale di Venezia (1806-1813)». www.engramma.it. Consultado el 31 de marzo de 2020.
5. ↑  De Feo, 2016, pp. 55-56.
6. ↑  Marcon, Susy (2017). «I ridotti dei procuratori di San Marco de supra, adattati a Palazzo Reale, ora sale della Biblioteca Nazionale Marciana». Biblioteca Nazionale Marciana.
7. ↑  www.movio.beniculturali.it https://www.movio.beniculturali.it/bnm/ridottiprocuratorisanmarco/it/191/il-regno-italico |url= sin título (ayuda). Consultado el 28 de junio de 2022.
8. ↑  De Feo, 2016, p. 437.
9. 1 2  De Feo, 2016, pp. 57-58.
10. ↑  De Feo, 2016, p. 434.
11. ↑  Pizzolato, Luigina (16 de septiembre de 2015). «Sissi a Venezia.». Storia e Arte veneta (en it-IT). Consultado el 2 de abril de 2020.
12. ↑  Toso Fei, Alberto (30 de junio de 2016). «Le stanze de Sissi a Palazzo Reale». I tesori nascosti di Venezia (en italiano). Newton Compton Editori. ISBN 978-88-541-9663-6. Consultado el 2 de abril de 2020.
13. ↑  «Visit of King Vittorio Emanuele II in Venice after the plebiscite,...». Getty Images. Consultado el 2 de abril de 2020.
14. ↑  «Meeting between Franz Josef I of Austria and Vittorio Emanuele II at...». Getty Images. Consultado el 2 de abril de 2020.
15. ↑  «Serenade in honour of King Umberto I and Margherita of Savoy in...». Getty Images. Consultado el 2 de abril de 2020.
16. ↑  «Celebrations on the occasion of King Umberto I and Queen Margherita...». Getty Images. Consultado el 2 de abril de 2020.
17. ↑  «Umberto I , King of Italy, and his wife Margherita of Savoy arriving...». Getty Images. Consultado el 2 de abril de 2020.
18. ↑  «The cruiser Amerigo Vespucci being launched with Queen Margherita and...». Getty Images. Consultado el 2 de abril de 2020.
19. ↑  «Vittorio Emanuele III and Queen Elena arriving in Venice in a...». Getty Images. Consultado el 2 de abril de 2020.
20. ↑  «Bissone procession on the Grand Canal to mark King Vittorio Emanuele...». Getty Images. Consultado el 2 de abril de 2020.
21. ↑  «Vittorio Emanuele III meeting William II of Germany on board the SMY...». Getty Images. Consultado el 2 de abril de 2020.
22. ↑  «Meeting between William II and Vittorio Emanuele III in Venice,...». Getty Images. Consultado el 2 de abril de 2020.
23. 1 2  «RESTAURO DELLE STANZE DELL'IMPERATRICE ELISABETTA». Museo Correr (en it-IT). 10 de julio de 2012. Consultado el 3 de abril de 2020.
24. ↑  «La sede e la storia». Museo Correr (en it-IT). Consultado el 14 de abril de 2020.
25. ↑  frodo (6 de septiembre de 2016). «Sede». Polo Museale del Veneto (en italiano). Consultado el 14 de abril de 2020.
26. ↑  frodo (30 de octubre de 2010). «Il Salone». Biblioteca Nazionale Marciana (en italiano). Consultado el 14 de abril de 2020.
27. ↑  De Feo, 2016, pp. 58-59.
28. ↑  De Feo, 2016, pp. 460-461.
29. ↑  «Stanze dell’Imperatrice Elisabetta | Percorsi e Collezioni». Museo Correr (en it-IT). Consultado el 26 de noviembre de 2020.
30. ↑  bruni (14 de septiembre de 2017). «Inaugurazione del restauro delle stanze dei Ridotti dei Procuratori di San Marco». Biblioteca Nazionale Marciana (en italiano). Consultado el 26 de noviembre de 2020.
31. ↑  di 13:44, Anna Forgiarini 23 Ottobre 2020 (19 de agosto de 2020). «Gli appartamenti reali di Sissi a San Marco.». Metropolitano.it (en it-IT). Consultado el 26 de noviembre de 2020.
32. ↑  «Fondazione Musei Civici di Venezia - Programma 2020».